# Weapon X
Weapon X is een fictief geheim overheidsproject uit de strips van Marvel Comics, waaronder een aantal gelijknamige stripseries.
Het project is opgestart door de Canadese Overheid Departement K, en wordt in het geheim gefinancierd door de Amerikaanse Overheid. Het voornaamste doel van het project is proefpersonen, vaak mutanten, desnoods tegen hun wil in levende wapens te veranderen. Onder striplezers staat Weapon X vooral bekend als de organisatie die Wolverine zijn adamantium skelet en klauwen gaf.
Het Weapon X project werd voor het eerst bij naam genoemd in 1991. In 2002 onthulde Grant Morrison in zijn strips van New X-Men dat Weapon X slechts het tiende project in een serie genaamd Weapon Plus was. De X in de naam van Weapon X is dan ook een referentie naar het Romeinse cijfer 10.

## Geschiedenis

### Eerste Weapon X
Al sinds Wolverine’s eerste verschijning in 1974 gingen er geruchten rond dat hij zijn adamantium skelet te danken had aan een kwaadaardige overheidsorganisatie. In een mini-serie uit 1991 werd deze organisatie voor het eerst bij naam genoemd.
In delen van Wolverine’s solo serie, beginnend vanaf Wolverine #50 (1992) werd bekendgemaakt dat Weapon X ook de geheugens van hun proefpersonen wiste of van valse herinneringen voorzag zodat ze de perfecte huurmoordenaars zouden worden.
Weapon X opereerde via Canada’s Departement K en werd geleid door Professor Thorton. Hij werkte samen met Dr. Abraham Cornelius, Dr. Carol Hines en Dr. Dale Rice. Van achter de schermen werd de organisatie geleid door John Sublime, de leider van de overkoepelende organisatie Weapon Plus. Deze organisatie werd al in 1940 opgericht als een supersoldaten programma, met als doel supersoldaten te creëerden voor niet alleen de oorlog, maar ook om mutanten uit te roeien. Weapon X was de eerste tak van Weapon Plus dat mutanten als testpersonen gebruikte.
De originele proefpersonen van het project waren de leden van Team X, een geheim CIA team bestaande uit Wolverine, Sabretooth, Maverick, Silver Fox, Mastodon en Kestrel. De telepaat Psi-Borg was verantwoordelijk voor het wissen en aanpassen van de geheugens van de testpersonen. Dankzij de hulp van een andere mutant, Native, wist Wolverine uiteindelijk te ontsnappen en bevrijdde ook zijn lotgenoten. In een razende bui verwoestte Wolverine vervolgens het hele Weapon X complex, waarbij ook de Professor om het leven kwam. Cornelius en Hines wisten te ontkomen, en zetten jaren nadien hun zoektocht naar Wolverine voort, die voor hen niet zo goed afliep.

### Tweede Weapon X
Hierna werd Weapon X tijdelijk stopgezet, maar werd uiteindelijk weer opnieuw opgestart. Weapon X splitste zich zelfs af van Weapon Plus en begon aan de creatie van een serie nieuwe agenten zoals Deadpool en Garrison Kane. Deze nieuwe agenten kregen Wolverine’s DNA toegediend waardoor ze zijn genezende krachten kregen.

### Derde Weapon X
Jaren later werd Weapon X omgezet tot een organisatie die mutanten moest opsporen en elimineren. Dit werd gedaan door de nieuwe directeur Malcolm Colcord. Colcord was een van de security guards van het oorspronkelijke Weapon X complex, wiens lichaam zwaar verminkt werd door een op hol geslagen Wolverine toen die ontsnapte. Colcord zwoer wraak, en wist genoeg geld bijeen te verzamelen om opnieuw te beginnen met Weapon X. Deze derde versie van Weapon X was geheel van de Amerikaanse Overheid en had niet langer als doel levende wapens te maken, maar om concentratiekampen voor mutanten op te richten.
Colcord richtte in het geheim een mutanten concentratiekamp op, met de hulp van gehersenspoeld Weapon X lid, Maddison Jeffries. Vele mutanten werden hierin opgesloten, en kostte het leven van X-Men leden Maggott en Paulie Provenzano. Colcord werd echter verraden door zijn rechterhand Brent Jackson en werd samen met Jeffries voortvluchtig. Jackson maakte een nieuw, bloeiend bedrijf van Weapon X maar liet Neverland wel bestaan. Toen de X-Men lucht kregen van de zaak besloot Wolverine een mol in Weapon X te stoppen, en de keus viel op Chamber. Toen Chamber eenmaal geaccepteerd was in Weapon X doorzocht hij de zaak, en gaf hij de locatie van Neverland door aan de X-Men. Wolverine snelde te hulp, maar toen hij aankwam was alles in het Weapon X complex verdwenen, inclusief Neverland en Chamber!
Weapon X kreeg echter ook ruzie met de oude overkoepelende organisatie Weapon Plus. Op 2 november 2006, verloren de helft van alle mutanten ter wereld (alle leden van Weapon X inclusief) plots hun kracht door toedoen van de Scarlet Witch tijdens de House of M cross-overserie, dus moest de oorlog worden stopgezet. Nu Weapon X zonder leden zat, werd het hoogstwaarschijnlijk opgedoekt, maar de precieze status van de organisatie is onbekend.

## Codenaam Weapon X
De naam Weapon X is ook als codenaam gebruikt door enkele agenten en proefpersonen van het Weapon X programma.
In de standaard Marvel strips stond Logan (Wolverine) na zijn operatie een tijdje bekend als Weapon X. Na hem nam Garrison Kane de naam Weapon X aan.
In een alternatief universum getiteld "Age of Apocalypse" nam Logan nooit de naam Wolverine aan, maar stond zijn gehele leven na de operatie bekend als Weapon X.

## Alternatieve versies
- Een team genaamd Weapon X verscheen in de stripserie Exiles. Deze groep bestond uit een aantal bekende Marvel stripfiguren uit allemaal alternatieve werelden. In tegenstelling tot hun heldhaftige tegenhangers uit de standaard Marvel tijdlijn waren deze alternatieve versies enorm wreed en gewelddadig. Hun naam, Weapon X, was een referentie naar het feit dat in alle leden in hun eigen wereld in aanraking waren gekomen met het Weapon X project.

- In de stripserie What If? vol. II deel 62 werd een alternatieve versie van Weapon X getoond. Hierin wist Wolverine te ontsnappen voordat hij zijn operatie kon ondergaan. In zijn plaats kreeg voormalig politieagent en marinier Guy Desjardins het adamantium skelet en veranderd in de ultieme vechter. Uiteindelijk werd hij gedood door Logan.

- In het Ultimate Marvel universum is het Weapon X project ongeveer gelijk aan het Weapon X project uit de standaard Marvel Strips. Ook in deze realiteit is Weapon X verantwoordelijk voor Wolverine’s klauwen en adamantium skelet. Deze Weapon X werd geleid door kolonel John Wraith, een mutantenhater. Een aantal van hun proefpersonen waren de ultimate versies van Wolverine, Sabretooth, Juggernaut, Rogue, Nightcrawler en zelfs tijdelijk alle leden van de X-Men.

## Weapon X in films en op tv
In de drie X-Men films X-Men, X2, en X-Men: The Last Stand, is Wolverine (Hugh Jackman) op zoek naar zijn verleden wat verbonden lijkt te zijn met een geheim project waarbij hij zijn adamantium skelet kreeg. Hoewel dit project niet bij naam genoemd wordt kan worden aangenomen dat het hier Weapon X betreft.
In X2 wordt kolonel William Stryker geïntroduceerd. Een militaire wetenschapper die het proces waarbij adamantium aan een skelet wordt gebonden heeft uitgevonden. Ook staat hij erom bekend andere experimenten te doen op mutanten.
In het computerspel X-Men: The Official Game wordt dieper ingegaan op deze versie van Weapon X. In dit spel onderzoekt Wolverine de Weapon X basis en ontdekt dat hij en Lady Deathstrike de enige mutanten waren die de operatie voor een adamantium skelet hebben overleefd.
In de film Wolverine, een spin-off van de X-Men-films, worden Wolverines verleden en zijn band met Weapon X verklaard.
Ook in beide animatieseries van de X-Men komt Weapon X voor.